# ادوارد دبلیو بری
ادوارد دبلیو بری (انگلیسی: Edward W. Berry؛ ۱۰ فوریهٔ ۱۸۷۵ – ۲۰ سپتامبر ۱۹۴۵) دانشمند در زمینه دیرینه‌شناسی، گیاه‌شناسی، و دیرین‌گیاه‌شناسی اهل ایالات متحده آمریکا بود.
بری به مطالعه گیاهان آمریکای شمالی و جنوبی پرداخت و مطالعات طبقه‌بندی را با بازسازی‌های نظری دیرینه‌شناسی و گیاه‌شناسی منتشر کرد. وی فعالیت علمی خود را به عنوان دانشمند آماتوری آغاز کرد. در دانشگاه جان هاپکینز سمتهای مختلفی از جمله استاد، دانشمند محقق، ویراستار علمی و مدیر را داشته است.